# Högsbo församling
Högsbo församling är en församling i Göteborgs södra kontrakt i Göteborgs stift. Församlingen ligger i Göteborgs kommun i Västra Götalands län och ingår i Carl Johans pastorat.

## Administrativ historik
Församlingen bildades den 1 januari 1963 genom en utbrytning ur Västra Frölunda församling. Församlingen utgjorde till 2018 ett eget pastorat för att därefter ingå i Carl Johans pastorat.
När församlingen bildades hade den 22 615 invånare och omfattade en areal av 3,90 km².

## Kyrkor
- Högsbo kyrka
- Kaverös kyrka

## Series pastorum
- Evert Nordlund (1963-1968)
- Arne Claesson (1968-1989)
- Gunnar Bäckström (1989-2007)
- Anders Fogelqvist (2007-2009)
- Hans-Ove Arvidsson, tillförordnad (2009-2010)
- Britta Broman, tillförordnad (2010-[[ ]])

## Areal
Högsbo församling omfattade den 1 januari 1976 en areal av 3,9 kvadratkilometer, varav 3,9 kvadratkilometer land.